# Reni Pereira
Reni Clovis de Souza Pereira, conhecido como Reni Pereira (Santo Antônio do Sudoeste, 13 de janeiro de 1970) é um político brasileiro filiado ao Partido Socialista Brasileiro. Foi deputado estadual no Paraná e prefeito de Foz do Iguaçu.

## Biografia
Filho de agricultores, casado com a deputada estadual Claudia Pereira, pai de Renan, Marina e Manuela Pereira.
Com 8 anos de idade começou a trabalhar numa oficina mecânica e foi seminarista por 8 anos. Cursou filosofia. É, também, advogado formado pela UNIFOZ e pós-graduado em Direito Tributário nas Faculdades Integradas Curitiba. Passou em concurso público para bancário e mais tarde ingressou no magistério como professor. Aos 21 anos mudou-se para Medianeira. Um ano depois, passou no concurso do Ministério da Justiça em Foz do Iguaçu. Em 1993, atuou como policial rodoviário federal também em Foz.
Em decorrência de outro concurso - auditor coordenador da receita estadual do Paraná - trabalhou em Pato Branco e Umuarama. Desde 1993 fixou sua residência em Foz do Iguaçu. Em 2002, através de convites de amigos, ingressou na carreira política.

## Carreira política
Iniciou sua vida pública como servidor concursado do Ministério da Justiça em Foz do Iguaçu, cidade onde passou a residir. Em 1993, atuou na Polícia Rodoviária Federal.
Em 2002 elegeu-se deputado estadual. Reelegeu-se em 2006 e foi reeleito, pela segunda vez, em 2010. Como deputado estadual foi autor da Reforma Tributária, que baixou os impostos e fez com que o Paraná crescesse em números de empregos. Também foi autor da lei antifumo. Colocou emendas no orçamento para Foz do Iguaçu (asfalto construído em 2011, como sua revindicação; verbas na área de saúde e esgoto) e teve forte atuação como parlamentar no Paraná. Fez revindicações na área de segurança, onde foram treinados mais de 100 policiais.
Em 2012, candidatou-se à prefeitura de Foz do Iguaçu. Foi eleito prefeito de Foz do Iguaçu pelo Partido Socialista Brasileiro (PSB), com 75.289 votos. Renunciou ao mandato de deputado estadual em dezembro de 2012 para assumir o executivo daquele município.
Em julho de 2016, foi preso e afastado da prefeitura durante a 4ª fase da Operação Pecúlio, acusado de operar um esquema de desvios de dinheiro do município.
Assumiu interinamente a prefeitura a vice-prefeita, Ivone Barofaldi (PSDB).

### Operação Pecúlio
Em julho de 2016, torna-se público que ele está sendo investigado pela operação Pecúlio da Polícia Federal, sendo encaminhado coercivamente para depoimento e liberado. Documentos citados pelo jornal Tribuna Popular demonstrariam ligação indireta com empresas de fachada que operavam no município de Foz do Iguaçu.

### Cargos
- Deputado Estadual do Paraná - Período: 2002-2006
- Deputado Estadual do Paraná - Período: 2006-2010
- Deputado Estadual do Paraná – Período: 2010-2012
- Prefeito de Foz do Iguaçu – Período: 1 de janeiro de 2013 até 14 de julho de 2016.[13]

### Atuação
Como deputado estadual, apresentou os projetos:
- Isenção de pagamento de IPVA aos deficientes físicos;[14]
- Autor da Lei do Pólo Tecnológico (redução de 80% do imposto nos produtos de informática e de eletroeletrônicos);[15]
- Autor do Substitutivo Geral da Lei nº 15467.  Reduziu de 12 para 3% o ICMS para a importação de mercadorias via terrestre;[16]
- Projeto de lei que dispensa o reconhecimento de firma em documentos de funcionários públicos.[17]

Até o ano de 2010 Reni Pereira, fazia parte de 15 Comissões Técnicas e temáticas da Assembleia Legislativa:
- Comissão de Defesa do Consumidor – Presidente;
- Comissão do MERCOSUL e Assuntos Internacionais – Vice-presidente;
- Comissão de Finanças – Vice-presidente;
- Comissão de Segurança Pública – Vice-presidente;
- Comissão de Fiscalização da Assembléia Legislativa do Paraná e Assuntos Municipais – Vice-presidente;
- Comissão Externa da Reforma Tributária na Assembleia – Coordenador;
- Comissão de Constituição e Justiça; Comissão de Agricultura; Comissão de Tomada de Contas; Comissão de Ecologia e Meio Ambiente; Comissão de Indústria, Comércio e Turismo; Comissão de Direitos Humanos e da Cidadania; Comissão de Redação; Comissão de Defesa dos Direitos da Mulher, Criança, Adolescente e Idoso; Comissão da Copa do Mundo.